# Gustavo Mantuan
Gustavo Mantuan, né le 20 juin 2001 à Santo André au Brésil, est un footballeur brésilien qui évolue au poste d'ailier gauche au Zénith Saint-Pétersbourg.

## Biographie

### SC Corinthians
Né à Santo André dans l'État de São Paulo au Brésil, Gustavo Mantuan est formé par le SC Corinthians. Durant sa formation il n'est pas épargné par les blessures, étant touché gravement à deux reprises. La première en octobre 2017, alors âgé de 16 ans il est victime d'une rupture des ligaments croisés du genou droit. Il fait son retour en juillet 2018 mais en avril 2019 il subit une deuxième rupture des ligaments croisés, cette fois-ci au genou gauche et est de nouveau absent pour de longs mois.
Le 24 septembre 2020, il fait sa première apparition en professionnel, lors d'un match de championnat face à Sport Recife. Il entre en jeu à la place de Fagner et son équipe s'incline par un but à zéro,.

### Zénith Saint-Pétersbourg
Le 29 juin 2022, le Zénith Saint-Pétersbourg annonce avoir trouvé un accord avec le SC Corinthians pour le transfert de Gustavo Mantuan. Le 22 juillet 2022, le transfert est officialisé, l'ailier brésilien est prêté pour une saison avec option d'achat.
Le 13 août 2022, lors de son premier match pour le Zénith, contre le CSKA Moscou, en championnat, il se fait remarquer en inscrivant également son premier but. Entré en jeu en fin de match, il donne la victoire à son équipe sur un service de son compatriote Malcom (2-1 score final),.
Le 23 juin 2023, Gustavo Mantuan rejoint définitivement le Zénith. Il signe un contrat courant jusqu'en juin 2027.
Mantuan entre en jeu le 2 juin 2024, lors de la finale de l'édition 2023-2024 de la Coupe de Russie face au FK Baltika Kaliningrad. Son équipe l'emporte par deux buts à un.

## Palmarès
Zénith Saint-Pétersbourg
- Champion de Russie (1) :
  - Champion en 2022-2023.
- Coupe de Russie (1) :
  - Vainqueur : 2023-2024.